# Soliman Cardahi
Soliman Cardahi ou Cordahi, né à Chouf (Mont Liban) en 1857 et mort à Tunis le 5 mai 1909), est un directeur de troupe, metteur en scène, acteur et formateur de langue arabe.
Il est l'un des pionniers du théâtre en langue arabe en Égypte,. Annonçant sa mort, Chekri Ganem le qualifie de « fondateur du théâtre égyptien ». Il est également considéré comme « le père du théâtre en Tunisie »,,. 
Il avait été précédé par la naissance en 1847-1848 du théâtre moderne de langue arabe au Proche-Orient, grâce aux traducteurs, réformateurs et éducateurs que furent Rifa'a al-Tahtawi, Maroun al-Naqqash (1817-1855), Boutros al-Boustani, Sa'd Allah Boustani, Nassif al-Yaziji... première génération du monde arabe libéral (cf. Albert Hourani). 

## Biographie
En Égypte, des tentatives de représentations théâtrales dans la décennie 1870 avaient été stoppées par le Khédive Ismaël ; leurs auteurs - ayant émigré (James Sanua) ou pas (Salim al-Naqqash, Adib Ishak) - se consacrèrent principalement au journalisme politique . Avant 1880, « Thèmes et personnages sont implantés en Égypte, mais non Égyptiens : il n'y a pas là, pas encore, de théâtre national. Il faudrait pour qu'il en soit ainsi, que le contenu d'idées, prenant racine dans le terroir national-populaire, se propose comme objectif de modifier la sensibilité du public le plus large, en vue de promouvoir la renaissance de la société moderne dans le cadre de l'État national indépendant. »
Bénéficiant entre 1880 et 1907 de l'appui des Khédives Tawfiq Pacha puis Abbas Hilmi II ainsi que des nationalistes Orabi et Moustapha Kamil, Soliman Cardahi parvient, avec plusieurs centaines de représentations, à diffuser le théâtre tant dans Le Caire politique et l'Alexandrie cosmopolite que dans les villes de province,. Les spécialistes de cette période l'expliquent par son choix de musiciens et acteurs égyptiens, en particulier, dès 1882 dans le rôle de Télémaque, de Cheikh Salama Hégazî un munshid (chantre) qui deviendra, par la suite, la vedette du théâtre égyptien. Ces artistes s'exprimaient en effet avec une langue, une musique et des sentiments qui répondaient aux attentes et au goût d'un large public, de l'élite aux classes moyennes (les Effendis), sinon populaires . À cette modernité urbaine en extension « correspond une modernité musicale qui participe d'un même mouvement réformateur. De nouvelles territorialisations des lieux de rassemblement culturel se mettent en place (…) ». Un critique de théâtre français en visite en Égypte en 1890 désigne la troupe de Soliman Cardahi comme proprement égyptienne (elle est du reste dénommée, à partir de 1888, la Troupe Patriotique Égyptienne) par opposition aux autres compagnies : européennes, empreintes de caractère syrien ou d'un sabir de langues. Dans ses représentations, comédies comme tragédies, les actrices, de toutes confessions, maîtrisent l'arabe . Car la question de la langue va de pair avec cette émancipation et constitue « l'apport de cette période, à savoir la naissance de l'arabe moderne » en commençant par l'arabisation (ta'arib plutôt que traduction-targama) par Tahtawi du Télémaque de Fénelon. De même « la musique entre bien sûr elle aussi dans la dynamique de la Nahda »
Ces avancées mais aussi ces limites illustrent celles de la Nahda (XIXe s.-début XXe), combinaison historique d'une politique publique initiée par Méhémet Ali (Mohamed Ali) ; un esprit d'entreprise en phase avec la première mondialisation; un mouvement national émergent.
Tout comme d'autres protagonistes, Soliman Cardahi se heurta aux bornes politiques et financières des réformes prônées. Les informations qui suivent visent à illustrer, de manière non exhaustive, apports et barrières. Elles mettent au jour des interactions entre agents (de la Nahda) et structures (sociales, culturelles, politiques, économiques...), et l'émergence de l'intellectuel et du champ politique modernes en Égypte. Après lui, Georges Abyad (1880-1959) et Zakî Tulaymât en particulier, parviendront à institutionnaliser davantage encore le champ théâtral et le cinéma égyptien. Leur autonomie reste cependant, aujourd'hui encore, relative,.

## Répertoire théâtral
Le répertoire théâtral que Soliman Cardahi joua et celui des troupes qu'il fonda couvre des pièces de dramaturges européens traduites et adaptées par des auteurs du Mont-Liban (les Naqqash: Maroun, son frère Nicolas et son neveu Salim ; les Yaziji; Najib Haddad, Khalil Marsak..), de Damas (Adib Ishaq...) et d'Égypte (Rifaa el Tahtawi, Muhammad Othman Jalal qui égyptianisa plusieurs pièces françaises) : 
Eschyle (Iphigénie), Molière (L'Avare, Le Médecin malgré lui, Les Femmes savantes, Tartufe), Shakespeare (Othello, Hamlet, Roméo et Juliette), Racine (Andromaque, Esther, La Thébaïde), Corneille (Le Cid, Horace, Le Menteur), Fénelon (Télémaque), Victor Hugo (Hernani), Gotthold Ephraïm Lessing (Nathan le Sage), Walter Scott (inspiré de Richard Cœur de Lion : Saladin), François Ponsard (Charlotte Corday), Alexandre Dumas (La Tour de Nesle), Antonio Ghislanzoni (le livret d'Aïda).
Ce répertoire comprend également des pièces en arabe de ces mêmes adaptateurs (Alexandre le Grand ; des pièces inspirées des Mille et une nuits) et d'autres: Abou Khalil el Qabbani, Mahmoud Wasif (Le Calife et le pêcheur), Iskandar Abkaryus et Nakhla Qalfa (Antar, Fursan al-Arab), le curé Na'mat-Allah al-Bejjani (Le Prophète Joseph)...
Pour la seule saison de printemps de 1885 à l'Opéra du Caire, Cardahi propose 20 pièces. 
Outre les subventions et programmations publiques qui l'appuyaient comme directeur de pièces en langue arabe, Soliman Cardahi construisit et posséda sa propre salle) afin de mieux atteindre le public polyglotte d'Alexandrie. Des troupes étrangères s'y produisirent et Soliman et Boulos Cordahi rencontrèrent Sarah Bernhard lors de sa tournée en 1888. 
Leur troupe, du moins ses musiciens, danseurs et sabreurs, invitée par Seymour Wade se produisit en 1889 au Théâtre de l'Exposition international de Paris de 1889. Ils furent photographiés par Nadar. Inquiet par les frais et les risques encourus, Boulos Cordahi (cousin et gestionnaire administratif et financier de la compagnie) avait déconseillé à Soliman de s'aventurer dans cette expédition plus gratifiante au plan symbolique que financier ; son pressentiment se révéla fondé : si le succès fut grand à Paris et à Londres, il n'en eut pas moins des répercussions négatives auprès du Khédive . Soliman Cardahi, poursuivi son voyage en se rendant à New-York où il accoste le 30 juin 1890 en première classe du S.S. Niagara.

## La compagnie théâtrale Cardahi
D'abord composée dans un cadre scolaire et associatif, celui de l'école de sa femme Christine, la troupe finit par se professionnaliser et se produire sur toutes les principales scènes d'Égypte : Opéra du Caire, Théâtre de l'Ezbekhieh, Théâtre Zizinia, le Politeama... Avec un noyau d'artistes constants et d'autres qui l'étaient moins, elle se produisit sous les noms successifs de : l'Opéra Arabe, la Troupe Patriotique Arabe et enfin, en 1888, la Troupe Patriotique Égyptienne.
La compagnie comprenait jusqu'à une cinquantaine de comédiens et comédiennes : Soliman Cardahi - ce que lui reprochait Salama Hegazi qui finit par le quitter pour rejoindre la troupe d'Iskandar Farah avant de créer la sienne, Soliman el-Haddad (cousin germain de Soliman Cardahi et père de Najib el-Haddad), Muhammad Wasif, Muhammad Izzat, Murad Romano, Antoine Khayat (frère de Joseph Khayat), Omar Effendi, Ahmed Afifi, Mustapha Amin... Sa femme, Christine Cardahi (née Saadé), y tint des rôles avant de devenir directrice d'école. Professionnalisation aidant, la dimension familiale laissa place à des actrices à temps plein : Labiba Manelli (gréco-syrienne), Mary Summat (et, brièvement, ses sœurs Heneina et Héléna), Malika Sourour, Gamila Salem, Victoria, Luna, Zahia et sa fille Latifa. Se produisant entre 1907 et 1909 en Tunisie elles éblouirent le public « par leur degré de culture et leur maîtrise du Français, du Grec, du Turc, de l'Italien et de l'Anglais » outre l'Arabe.  
La direction et le personnel comprenait notamment : Soliman Cardahi (directeur de la troupe, régisseur, imprésario...);  en son absence et lors de tournée en province M. Grisandi (ainsi par exemple en 1894 au Théâtre Cardahi ; Boulos Cordahi (gestionnaire administratif et financier), Christine Cardahi (Cheffe accessoiriste) ; Ahmed Charabia (Costumier) ; Habib et Ibrahim Ghobril (appui logistique et technique, relations publiques, placeurs...) ; le chef menuisier ; les accessoiristes, cintriers... En parallèle de cette activité, Soliman et Boulos Cordahi établirent une formation à l'art théâtral et à la gestion d'une compagnie et d'un théâtre.
Environ une vingtaine de chanteurs et les musiciens du takht étaient membre de la troupe : nay/flûte, qanun/cithare, ud/luth, daf/tambourin, qamanga/violon, danseurs et danseuses, escrimeurs, sabreurs et lutteurs, figurants, menuisiers et artisans.
Certaines années, en particulier lors de représentation par des compagnies étrangère, la troupe pouvait se scinder certains devenant itinérants dans les villes de province, d'autres restant en résidence au Théâtre Cardahi d'Alexandrie. Ainsi, en décembre 1896, c'est Boulos Cordahi qui dirige la Troupe en tournée à Mansourah et joue dans Le Cid, Roméo et Juliette, Saladin.

### Fonction éducative du théâtre
Au-delà de leurs tensions et contradictions et quoique à des degrés différents, une visée commune à tous les protagonistes de l'émancipation hors de la chape conservatrice culturelle de l'espace ottoman était l'éducation et la connaissance, vecteurs de démocratisation. Elle prit d'abord la forme de l'arabisme culturel avant l'égyptianisation recherchée par des lettrés comme Uthman Jalal et Soliman Cardahi. C'est le sens même du plaidoyer de ce dernier dans sa requête du 7 mai 1882, par l'intermédiaire de Moustapha Fahmi, Ministre en charge, au Conseil des Ministres dirigé par Ahmed Orabi, pour une subvention. En voici un extrait : 
« Vous connaissez fort bien, Votre Excellence, le bénéfice et le raffinement qu'apportent pour toutes les nations les pièces de théâtre. Elles contiennent en effet - et je n’exagère pas, Votre Excellence - une connaissance qui compte parmi les causes du progrès et les moyens de civilisation car elles reflètent plusieurs problèmes et nous familiarisent avec les idées. Les pièces de théâtre sont une école où les gens peuvent apprendre ce que l’éducation habituelle ne peut enseigner. Par elle, le sérieux découle du divertissement. En effet, les pièces de théâtre constituent - et je n'en exagère pas l'apport -  l'un des vecteurs les plus importants pour éduquer les esprits. Ce sont les plus doux professeurs et les meilleurs savants; elles sont un jardin où des fruits savoureux peuvent être cueillis par quiconque. (…) »
La lettre se poursuit par une description de sa troupe, ses objectifs et une demande de subvention de 2 000 livres égyptiennes. Il bénéficia par intermittence du soutien de la cour et de hauts fonctionnaires mais aussi de mécènes et critiques grecs d’Égypte (Egyptiotes) en particulier : Drahnet bey (Pavlos Christofidis), Jean Antoniadis et Haïcalis pacha.

## Des changements inachevés comme la Nahda
La trajectoire de Soliman Cardahi est similaire, tantôt intriquée tantôt concurrente, à celles d'autres metteurs en scène et directeurs de théâtre au temps de la Nahda ; en particulier Salim Naqqash, Youssef Khayat et Soliman Haddad ; tous quatre arrivés en Égypte en 1876, en provenance du Croissant fertile comme d'autres lettrés avant et après eux, tous dotés de ressources et d'aspirations comparables, tous passés, un moment ou un autre de leur itinéraire, par le journalisme, notamment au quotidien  des frères Takla l'Ahram. Certains s'affilièrent à la franc-maçonnerie, d'autres - parfois les mêmes - au libéralisme ou au socialisme (Farès Chidiac introduisant le néologisme en arabe ishtirâqiyah). Mais tous, croyants ou pas, étaient marqués par le sectarisme et les massacres de 1860 au Mont Liban et en Syrie ; comme eux Soliman et Boulos Cordahi visaient une société qui « exclut tout antagonisme religieux » . Loin de représenter une opposition à des valeurs présentées par une Europe triomphante comme occidentales, ces intellectuels promouvaient l'universalité de droits fondamentaux et l'émancipation de la femme. L'état d'esprit de cette famille Cordahi - Soliman et Christine, Boulos et Heneina - correspondait bien à celui du couple, qui leur était ami, formé par le fondateur de la revue Al-Hilal, Gurgi Zaydan (1861-1914) et son épouse Maryam (née Matar) et de leur cercle élargi de personnes de lettres (oudaba, pluriel de adib). Dans un esprit proche, des réformateurs musulmans appelaient à « la réouverture des portes de l'ijtihâd (le travail d'interprétation de la loi religieuse guidée par la raison et la liberté de pensée) » .  
Sur le plan esthétique, la mise en scène de Soliman Cardahi restait encore marquée par une diction forte et l'expression de sentiments exacerbés en phase avec ceux des spectateurs. Bien que cette esthétique lyrique annonce Sayed Darwich, Mohammed Abdel Wahab , Mounira al-Mahdiyya, Najib ar-Rihani et le cinéma égyptien, elle date d'une représentation emphatique de la tragédie classique. En ceci, et contrairement à une avant-garde qui s'annonce avec Georges Abyad (élève de Sylvain), elle reste plus proche des italianistes que du Théâtre d'art de Moscou de Vladimir Nemirovitch-Dantchenko et Constantin Stanislavski. Des comédiens tels Omar Effendi ou Youssef Wahbi (1900-1985) en ont témoigné dans leurs souvenirs.
Le témoignage d'Omar Effendi est rapporté par Tawfiq al-Hakim dans son classique publié dans la collection Terre Humaine : Un substitut de campagne en Égypte. Il admira « la troupe de Kordahi, qui se produisait alors sur la scène de l'Opéra Khédivial. (...) Ce soir-là on donnait Aïda. Je fus abasourdi par la richesse des décors, des costumes, des statues, par le grand nombre de soldats et d'Abyssins... De retour à la maison, je ne pus fermer l'œil de la nuit ; c'était fini, j'étais mordu, je criais dans mon lit, répétant sans cesse : Je serai acteur. » Omar Effendi se forme alors à l'école de théâtre, plus moderne, de Soliman al Haddad. Il précise à Tawfik al-Hakim que Kordahi, ayant formé une nouvelle compagnie, lui proposa le rôle d'un geôlier dans une pièce intitulée Les Injustices. 
Soliman Cardahi quitte l'Égypte en 1907 pour une tournée en Afrique du Nord en Tunisie (Sousse, Sfax, Théâtre Rossini à Tunis, Kairouan), et en Algérie (Oran). Dans sa foulée se développera avec des membres de sa troupe et des acteurs tunisiens - notamment Mohamed Bourguiba un frère du futur Président Habib Bourguiba - le premier théâtre national en Tunisie. « Nadim fut représenté le 2 juin 1909, pour la première fois, ce jour-là, des Tunisiens se produisirent sur une scène de théâtre ». Un mois plus tôt, dans cette même ville de Tunis, Soliman Cardahi était emporté par une maladie. Sa femme et ses enfants avaient déjà émigré en Argentine. Revenus en Égypte, des membres de sa compagnie, Syro-Libanais d'Égypte comme lui ou leurs descendants, émigrèrent à leur tour après avoir cru un temps à une égyptianisation possible. Pour autant, des descendants de ses cousins Haddad s'intégrèrent, et non des moindres: le poète et intellectuel Fouad Haddad (1927-1985), ses enfants et petits enfants, lesquels ont participé, notamment par leur groupe de musique Eskendrella, au soulèvement de janvier 2011.
Soliman Cardahi reçu en 1895, une distinction du Khédive Abbas II Hilmi 1895 et en 1909 la croix d'Officier du Nichan al-Iftichar du Bey de Tunisie .